# Marco Calderini

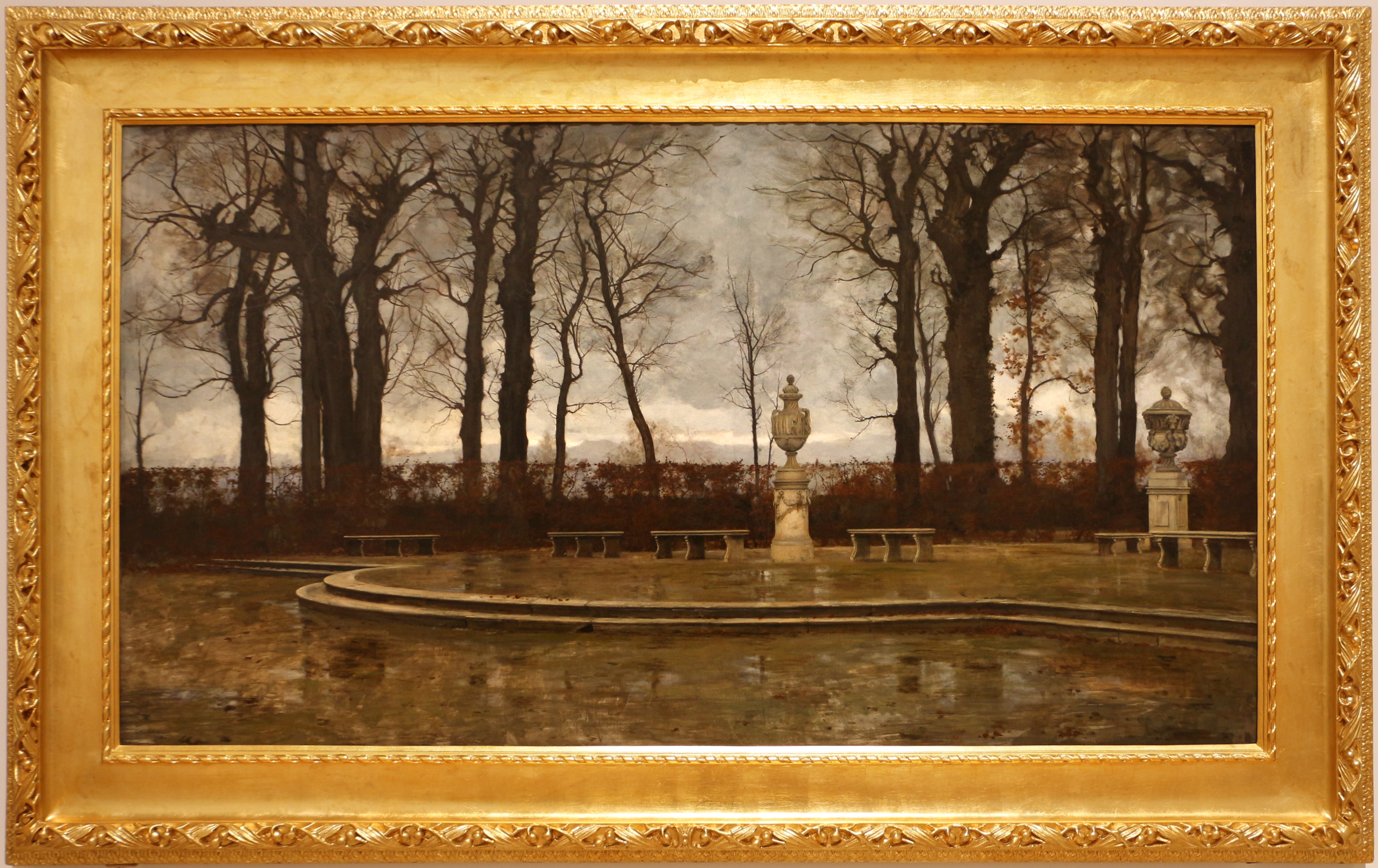
Tristezza invernale, 1884, Rome, GNAM

Marco Calderini (* 20. Juli 1850 in Turin; † 26. Februar 1941 ebenda) war ein italienischer Maler und Schriftsteller.

## Leben und Wirken
Gleich nach Beendigung seiner Schulzeit wurde Calderini 1867 Student an der Accademia Albertina (Turin); u. a. studierte er bei Antonio Fontanesi, Enrico Gamba und Andrea Gastaldi. 1873 beendete er dort seine Studien und eröffnete zusammen mit Francesco Mosso (1849–1877) ein gemeinsames Atelier.
Bereits 1870 konnte er mit seinem Gemälde „Le rive del Po a Torino“ Publikum wie auch Kunstkritiker überzeugen. Neben der Ölmalerei konnte er auch mit Lithografien reüssieren. Auf der 3. Biennale d’arti di Venezia 1899 erfuhren seine ausgestellten Werke eine lobende Erwähnung der Jury. 1881 berief man ihn zusammen mit seinem Kollegen Domenico Morelli (1826–1901) in die Commissione Permanente di Belle Arti.
Marco Calderini starb im Alter über 90 Jahren am 26. Februar 1941 in Turin und fand dort auch seine letzte Ruhestätte.

## Schüler (Auswahl)
- Filippo Cabutti (1863–1922)
- Camillo Merlo (1856–1931)
- Enrico Reycend (1855–1928)

## Werke (Auswahl)
Ölgemälde
- Le rive del Po a Torino. 1870.
- Sui monti di Rubiana. 1889.

Schriften
- Le memorie postume di Francisco Mosso. 1885.
- La carriera di Giovanni Battista Quadrone. 1844–1898. Künzli, Turin 1902.
- Vincenzo Vela. Scultore. Calanza, Turin 1920.
- Antonio Fontanesi. Pittore paësista. 2. Auflage, Silvestrelli & Cappelletto, Turin 1925 (Erstausgabe Turin 1901).
- Carlo Marochetti. Monografia con ritratti. Paravia, Turin 1928.